# O bianco fiore
O bianco fiore è un tradizionale inno dei lavoratori cristiani e della Democrazia Cristiana.

## Storia
Scritto nel 1906 da Dario Flori, sacerdote attivo sostenitore dell'azione sindacale dei cattolici in Toscana, il canto inizialmente era stato adottato da don Luigi Sturzo come inno del Partito Popolare.
La versione definitiva può considerarsi quella pubblicata da “La Chitarra”, a. VIII (1919), n. 4-5-6, accompagnata da un articolo dello stesso don Flori.
Altri attribuiscono a Amilcare Berzieri, sacerdote sospeso a divinis, la paternità dell'inno.
"O bianco fiore" divenne in seguito l'inno ufficiale della DC.

## L'inno e le anime della DC
Nel 2000, prese il nome di "Biancofiore" la lista unitaria che raggruppava, all'interno del centrodestra, CCD e CDU in vista delle elezioni politiche del 2001 (la lista comparve sulla scheda relativa alla quota proporzionale).
Nel 2002 Remo Bodei citava l'inno per evidenziare la natura soprannaturale delle passioni bianche, vale a dire le passioni politiche di area centrista e cristiano-democratica, proiettate verso il mondo ultraterreno, sintesi fra sguardo orizzontale sul mondo terreno e tensione verso il cielo.
La strofa utilizzata recita: "O bianco fiore / simbol d'amore / con te la pace / che sospira il cor!".

## Curiosità
Francesco Cossiga e Pier Ferdinando Casini (in diretta su Radio Due) improvvisarono nel 2009 un duetto cantando l'inno dei lavoratori cristiani.